# 保吉乡
保吉乡（藏語：སྤོ་ཆེ་），是中华人民共和国西藏自治区那曲市班戈县下辖的一个乡镇级行政单位。

## 行政区划
保吉乡下辖以下地区：
加日村、路日村、热她村、扎嘎村、隆嘎村、地如村和加南村。